# Голоэдрия
Голоэ́дрия (от греч. όλος, «полный, весь», и έδρα, «грань» — дословно «полногранность») — кристаллографический термин, выражающий понятие, противоположное «гемиэдрии». Гемиэдрия означает присутствие половинного числа плоскостей, требуемого симметрией той системы, к которой принадлежат кристалл, голоэдрия же означает присутствие полного числа плоскостей. Поэтому, например, если тетраэдр является гемиэдрической формой, то октаэдр является голоэдрической или полногранной формой. 
В современной кристаллографии термины «голоэдрия» и «гемиэдрия» почти совершенно оставлены и заменены названиями классов кристаллического строения, характеризующихся теми или другими элементами симметрии, например класс сорокавосьмигранника, класс преломленного пирамидального тетраэдра и т. д.